# Kimberley (Cabo Setentrional)
Kimberley, ou Quimberlei, é uma cidade sul-africana. É a capital do estado de Cabo Setentrional. Sua população era de 210.800 habitantes em 1998.
Em Kimberley fica a maior cratera feita a mão do homem no mundo, a The Big Hole, feita pela excessiva mineração, já que Kimberley é uma cidade com subsolo rico em diamante e ouro. O rio Orange passa próximo à cidade.

## Pontos de interesse turístico
- The Big Hole, a maior cratera feita à mão do mundo.
- Museu de Mineração de Kimberley
- Memorial da I Grande Guerra
- Museu McGregor
- Barragem de Kamfers
- Mina Kimberley